# مونيك هاس
مونيك هاس (بالفرنسية: Monique Haas)‏ هي عازفة بيانو فرنسية، ولدت في 20 أكتوبر 1909 في باريس في فرنسا، وتوفي بنفس المكان في 9 يونيو 1987.

## وصلات خارجية
- مونيك هاس على موقع ميوزك برينز (الإنجليزية)
- مونيك هاس على موقع أول ميوزيك (الإنجليزية)
- مونيك هاس على موقع ديسكوغز (الإنجليزية)